# Love Gets Me Every Time
«Love Gets Me Every Time» — перший сингл третього студійного альбому канадської кантрі-співачки Шанаї Твейн — Come On Over (1997). У США і Канаді пісня вийшла 23 вересня 1997. Пісня написана Шанаєю Твейн та Робертом Джоном Лангом; спродюсована Робертом Джоном Лангом. Музичне відео зрежисував Тімоті Вайт; прем'єра музичного відео відбулась 23 вересня 1997. Сингл отримав золоту сертифікацію від американської компанії RIAA.

## Музичне відео
Музичне відео зрежисував Тімоті Вайт. Фільмування проходили у Нью-Йорку, Нью-Йорк, США 3 вересня 1997. Прем'єра музичного відео відбулась 23 вересня 1997.

## Список пісень
CD-сингл / Аудіокасета / Грамофонна платівка для США / Канади
1. «Love Gets Me Every Time» (альбомна версія) — 3:33
2. «Love Gets Me Every Time» (інструментальна версія) — 3:38
3. «Love Gets Me Every Time» (версія для радіо) — 3:33

CD-сингл / Грамофонна платівка для США / Канади
1. «Love Gets Me Every Time» (альбомна версія) — 3:33
2. «Love Gets Me Every Time» (денс-мікс) — 4:42

## Чарти
Сингл дебютував на 29 місце чарту Billboard Hot Country Songs на тижні від 4 жовтня 1997. 8 листопада 1997 пісня досягла 1 місця чарту і провела на такій позиції п'ять тижнів. Пісня також досягла 25 місця чарту Billboard Hot 100 та 4 місця канадського чарту Canadian Singles Chart.
Тижневі чарти
| Чарт (1997)                      | Найвища позиція |
| -------------------------------- | --------------- |
| Canadian Singles Chart           | 4               |
| Canada RPM Country Singles       | 1               |
| U.S. Billboard Hot Country Songs | 1               |
| U.S. Billboard Hot 100           | 25              |

Річні чарти
| Чарт (1997)                | Місце |
| -------------------------- | ----- |
| Canada RPM Country Singles | 5     |

## Продажі
| Країна     | Сертифікація (таблиця продажів та сертифікатів) | Продажі  |
| ---------- | ----------------------------------------------- | -------- |
| США (RIAA) | Золото                                          | +500,000 |